# 伏魔记 (電影)
《伏魔记》，原名《猛鬼女友》，现改名为《伏魔记之猛鬼女友》，是2016年由浙江同心振华文化传媒有限公司出品的喜剧、魔幻网络大电影。由朱林森执演，由马歌、廉欢领衔主演，郭王军、鲍玉玲、刘发星等出演。影片讲述上古年间的妖魔恶煞在当代转世重生，通天法师和爱徒降服恶煞的故事。
该片于2016年9月21日全网上线，本片由新片场独家发行。

## 劇情簡介
2015年《捉妖记》风靡全国，资深电影策划、发行人段赟、董飞深受震撼，两人处于对喜剧魔幻类型影片的热爱，一直在讨论、构思喜剧魔幻题材的电影，两人在和新锐导演朱林森合作院线电影《血伞凶灵》时建立起深厚的友谊和合作关系，朱林森对喜剧魔幻题材影片也研究颇深，三人合力创作出《猛鬼女友》的故事创意。后来经过多次的反复打磨，并不断邀请圈内的编剧高手参与研讨，直至剧本成形。期间三人都先后参与编剧执笔创作和修改，可谓集体创作剧本之典范。
最终影片拍摄完成后，剧组成员普遍觉得故事背景宏大、武打特效场面壮观，《猛鬼女友》的名字已经不能准确概括电影，经过讨论，最终决定改名为《伏魔记之猛鬼女友》，简称《伏魔记》。

## 剧情
上古年间，大神伏羲降服为祸一方之妖魔恶煞，将其魂魄封于九块奇石，沧海桑田，星转斗移，妖魔恶煞魂魄重返人间，伏羲一脉的传人通天法师一路追查。现代某都市，屌丝小帅厄运缠身，善良的他救了一位神秘的美貌女孩梦凡，两人坠入爱河。宁帅运气大转，万事顺利，可是从此梦中见鬼，噩梦不断。为此他们来到一个安静的村庄疗养，可是村庄夜间惊现猛鬼吸血，鸡犬不宁。有一天宁帅竟然发现梦凡是吸食人血之猛鬼。通天法师赶来村庄伏魔。小帅决定隐瞒保护梦凡，但梦凡还是被通天法师打伤。小帅设法抓获通天法师，可是愤怒的村民抓住梦凡要烧死她。千钧一发之际，通天法师和小帅竟然不约而同来救梦凡。通天法师为何来救梦凡......小帅又能否成功拯救爱人......通天法师与妖魔恶煞终极大战炫目上演。

## 演员列表

### 主要演员
| 演員         | 角色     | 介紹 |
| 马歌         | 梦凡     |      |
| 廉欢         | 小帅     |      |
| 郭王军       | 通天法师 |      |
| 张超恒       | 伏羲     |      |
| 廉欢、宋兵兵 | 恶煞     |      |
| 鲍玉玲       | 张奶奶   |      |
| 妮娜         | 女老板   |      |

### 其他演员
| 演員           | 角色     | 介紹 |
| 付天武         | 算命先生 |      |
| 刘乾隆、谷亚辉 | 偷情男女 |      |
| 魏如意         | 小女孩   |      |
| 王县刚         | 客栈老板 |      |
| 刘发星         | 村民A    |      |
| 李争           | 村民B    |      |
| 王成华         | 村民C    |      |
| 赵准           | 村民D    |      |
| 贾诺           | 村民E    |      |
| 贾豪           | 村民F    |      |
| 宋邦南         | 村民G    |      |

## 外部連結
- 伏魔记(Dispel Demon)-电影-腾讯视频（页面存档备份，存于）
- 伏魔记超话—新浪微博超话社区
- 伏魔记（2016年大陆魔幻网络大电影）—百度百科（页面存档备份，存于）